# Mosquée Al Fath d'Amiens
La mosquée Al Fath est un édifice religieux musulman situé dans le quartier Saint-Pierre de la ville d'Amiens dans le département de la Somme.

## Localisation
La mosquée est située 375 boulevard de Beauvillé, large artère qui relie les quartiers nord à la gare.

## Histoire
La mosquée Al Fath est le premier lieu construit spécifiquement pour le culte musulman à la fin du XXe siècle. Il est géré par une association cultuelle conformément à la loi de 1905 relative à la séparation des Églises et de l'État, l'Association cultuelle et culturelle des musulmans  français de Picardie.
C'est la première mosquée construite à Amiens avec un minaret.par les rapatriés d'Algérie avec la participations de bénévoles d'immigrés  marocains .
Sa capacités d'accueil  est 600 personnes.

## Photos

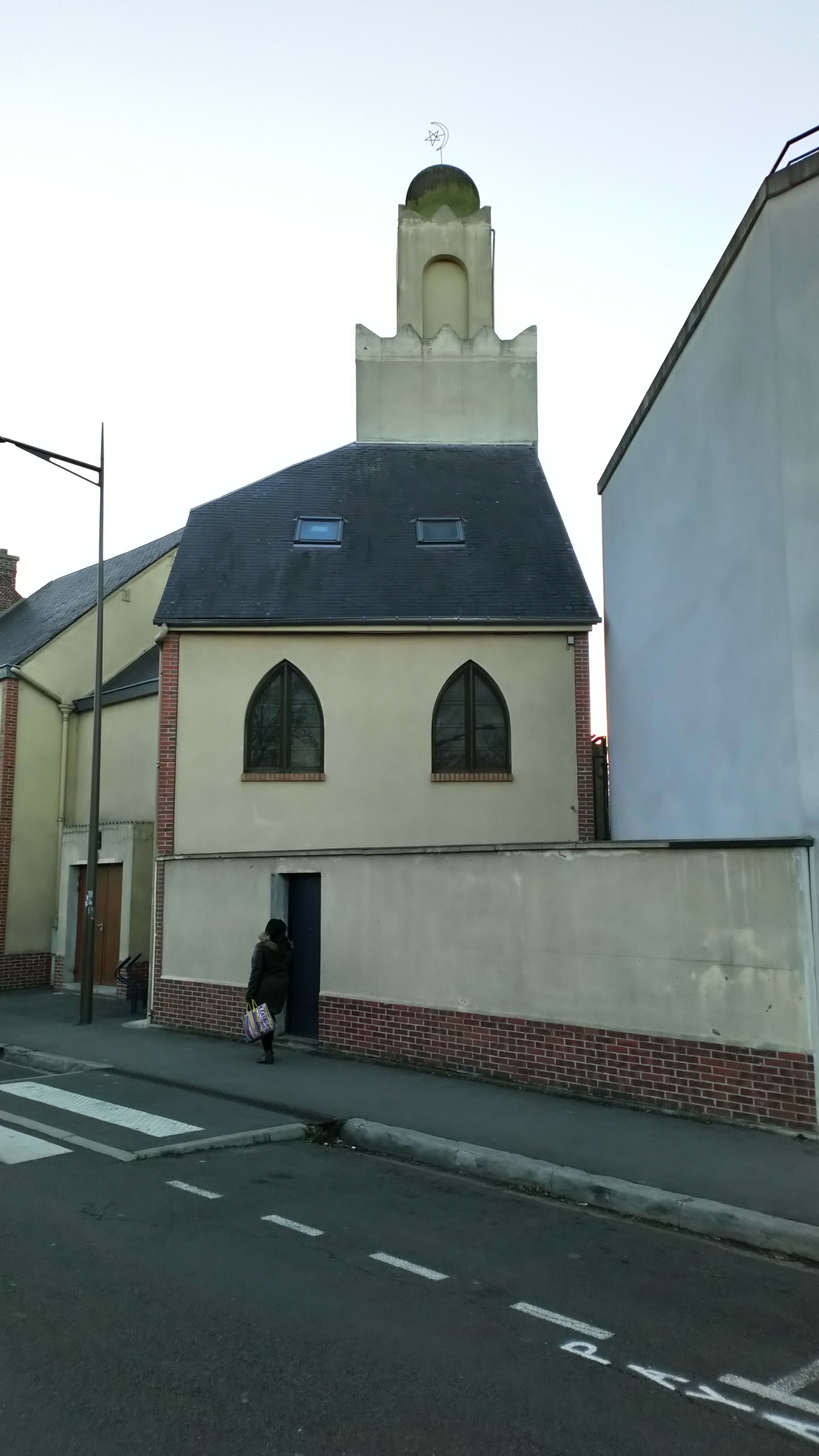
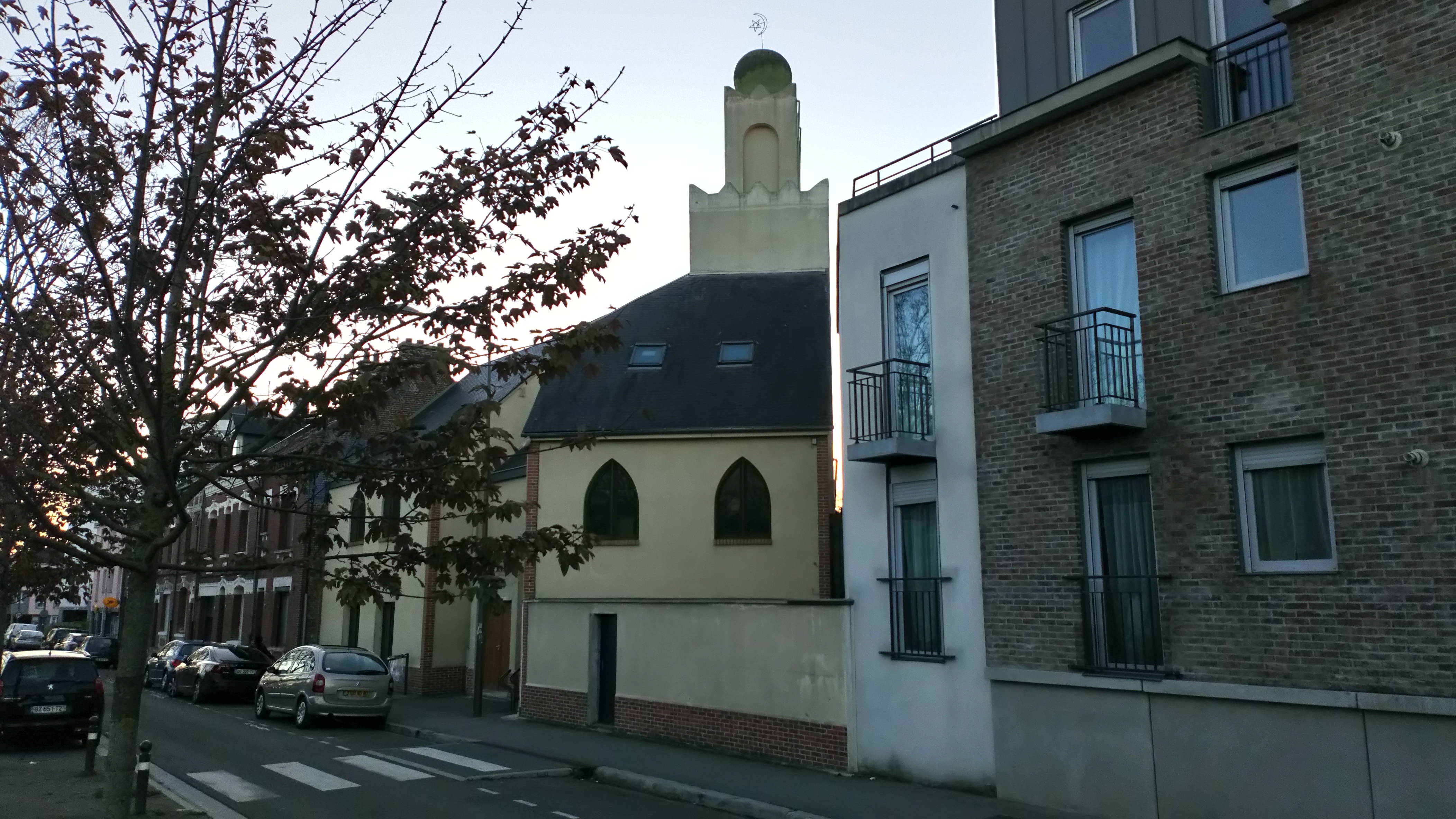
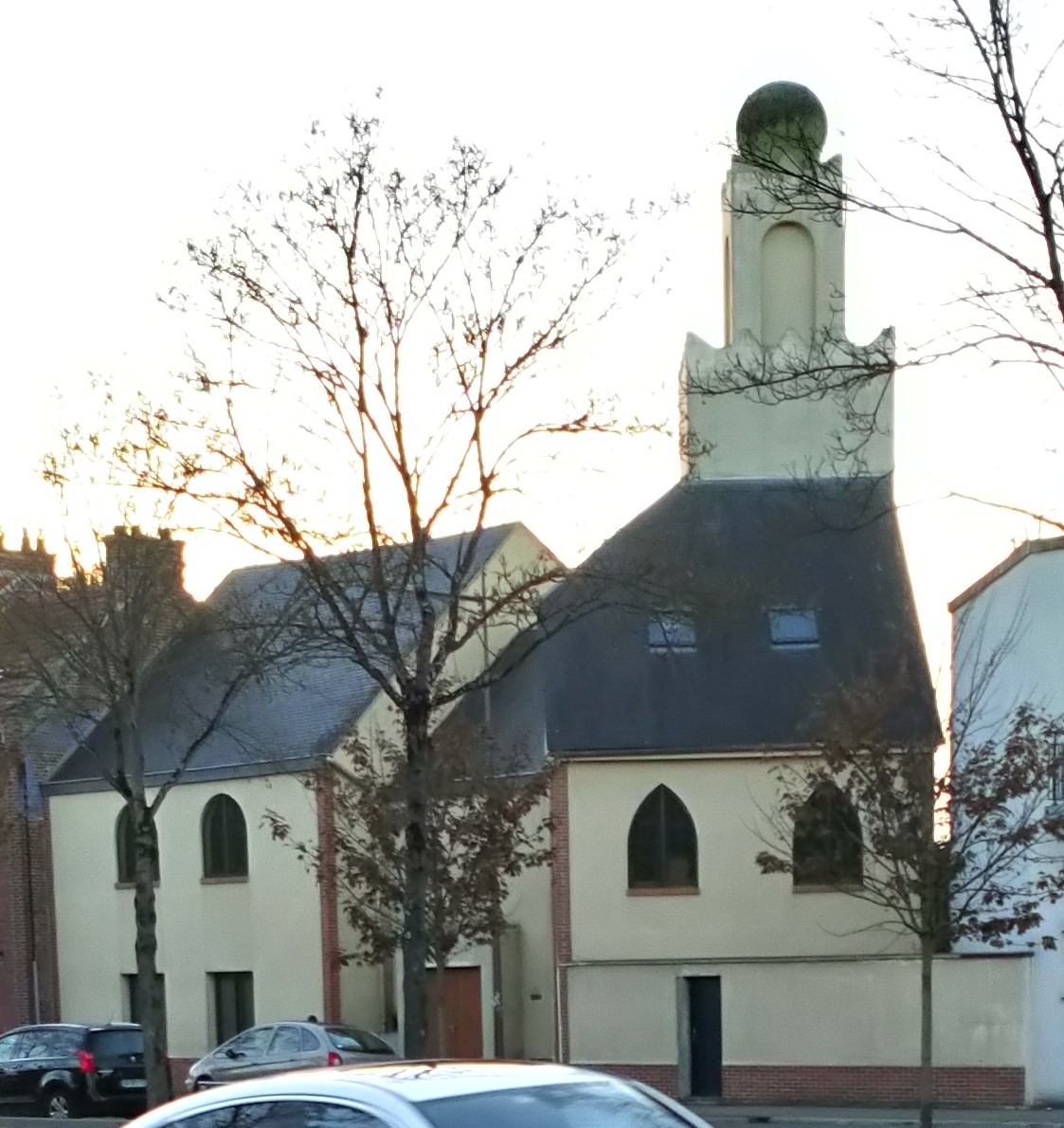